# Hnutí revoluční mládeže

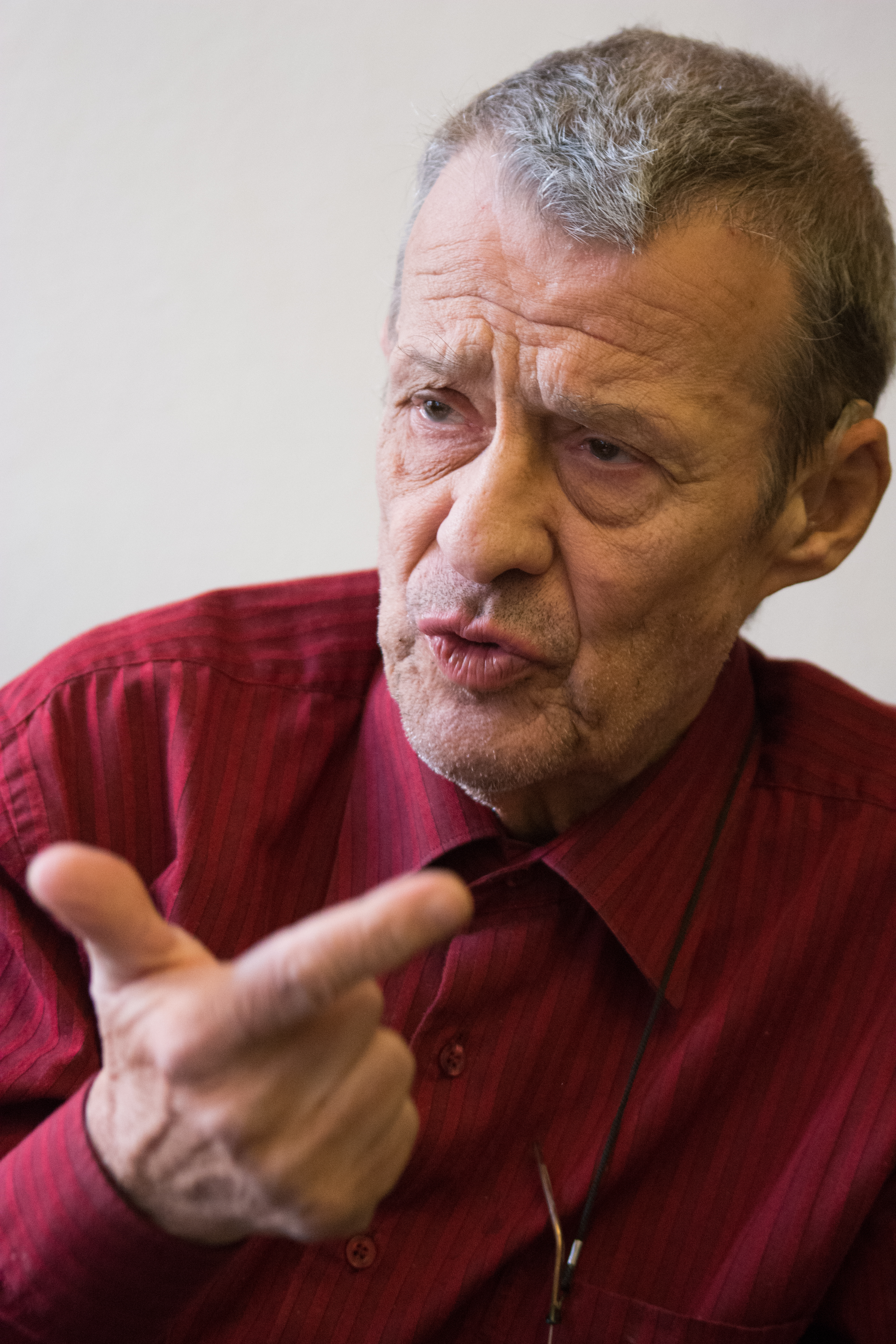
Petr Uhl

Hnutí revoluční mládeže byla neformální skupinka mladých levicově orientovaných studentů a intelektuálů působících v Československu na konci 60. let 20. století. Hnutí se inspirovalo metodami západních levicových radikálů a jeho programem byla eliminace byrokratického systému, zrušení StB, lidových milicí, armády a cenzury, nastolení samosprávné demokracie a zrušení států. Překládali Trockého a diskutovali nad Zrazenou revolucí. Kromě trockistů ale byli mezi jeho členy zastoupeni i maoisté a anarchisté.

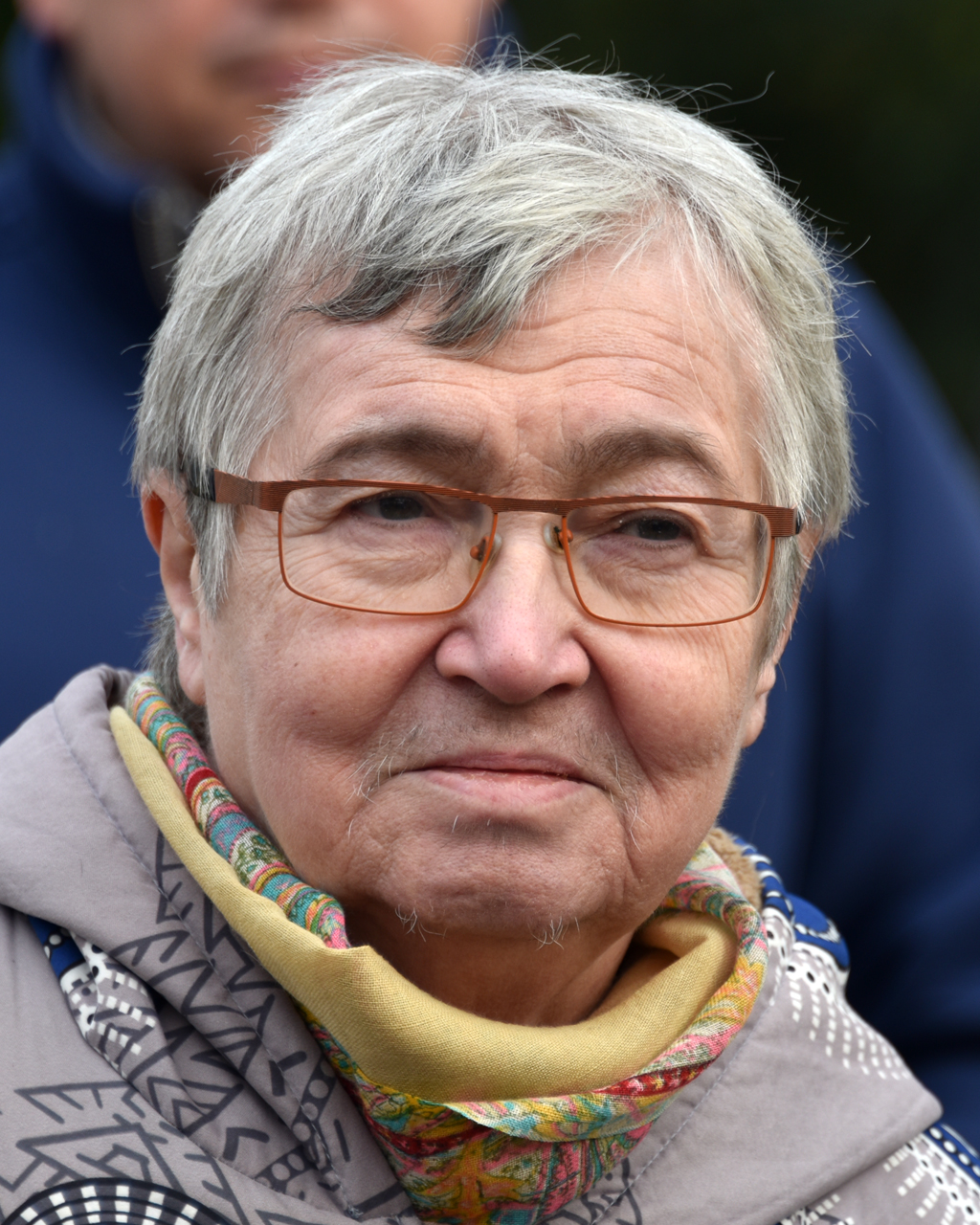
Petruška Šustrová

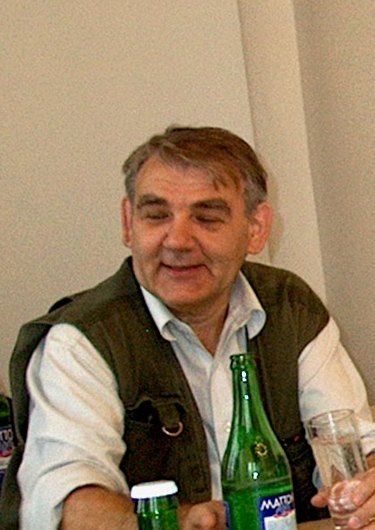
Ivan Dejmal

Hnutí vzniklo 2. prosince 1968 a vzhledem ke svému radikálně levicovému charakteru stálo v opozici vůči tehdejšímu režimu. Po přijetí pendrekového zákona hnutí přešlo do ilegality a do roku 1970 byla většina členů zatčena, v březnu 1971 pak bylo odsouzeno 16 lidí za podvracení republiky. Širší známosti hnutí doznalo až po roce 1989. Členy hnutí byl například Petr Uhl, Petruška Šustrová, Sybille Plogstedt, Jaroslav Bašta, Felipe Serrano, Ivan Dejmal nebo Jan Frolík.
Na hnutí pak volně navázaly aktivity politických periodik za hranicemi Československa, např. časopis Informační materiály, známější pod zkratkou Infomat.

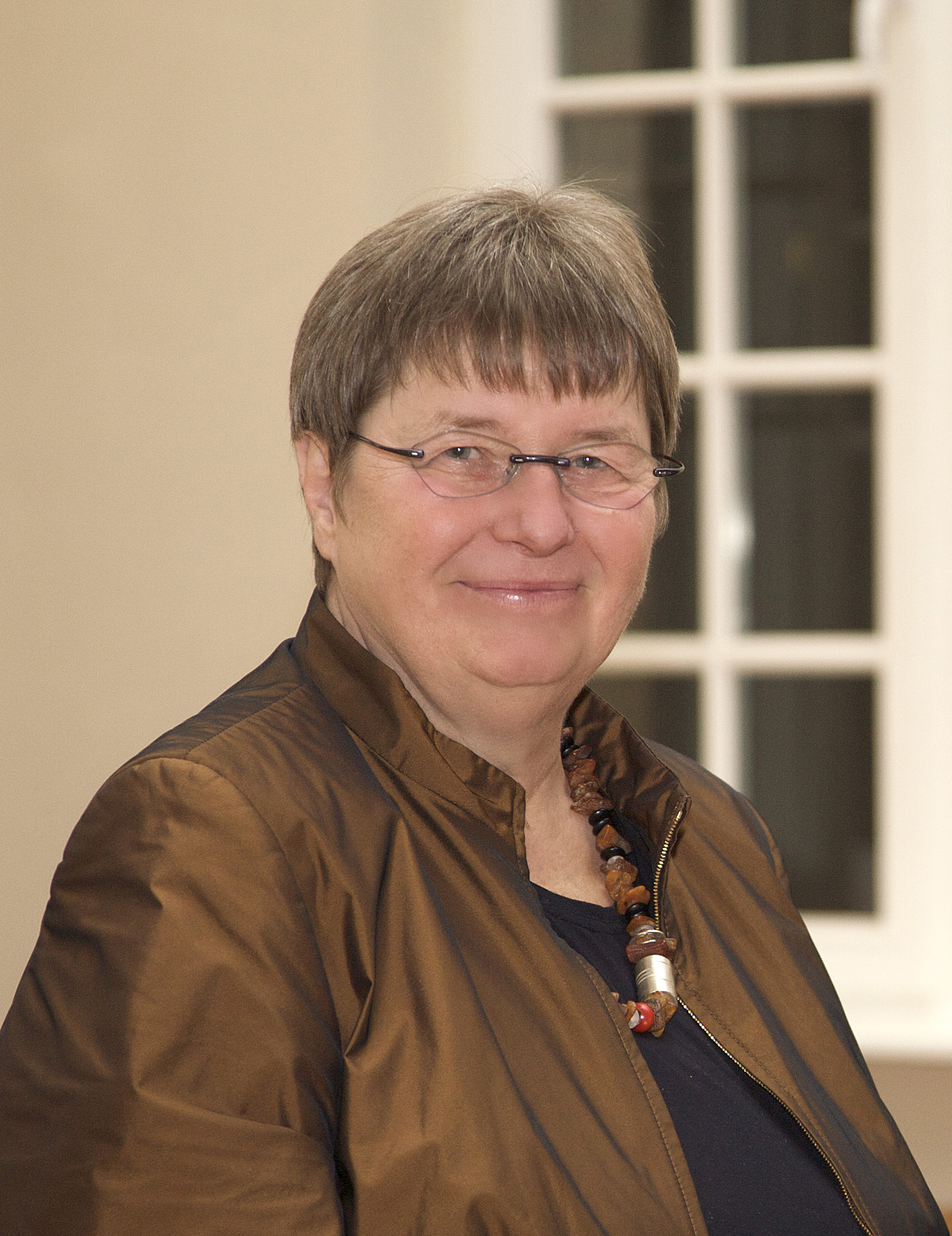
Sybille Plogstedt

## Historické souvislosti

### Strahovské události
Přestože v médiích byly vyzdvihovány úspěchy socialismu, realita vypadala jinak. V obchodech byl nedostatek zboží a služby nefungovaly. V noci z 31. října na 1. listopadu 1967 vypadl již po několikáté elektrický proud na strahovských kolejích v Praze. Studenti se rozhodli demonstrovat svoji nespokojenost pochodem do centra Prahy. Již na Malé Straně byli brutálně rozehnáni policií. Někteří byli zatčeni a někteří vyloučeni ze studií.

### Pražské jaro
Část studentů se nezalekla a pokračovala ve svých protestech. Jejich radikalizace přispěla k odvolání prvního tajemníka ÚV KSČ Antonína Novotného na počátku ledna 1968 a nástupu Alexandra Dubčeka. Začalo Pražské jaro, reformní proces, kde i studenti hráli důležitou roli. Některé skupiny studentů a mladých intelektuálů v té době začaly navazovat kontakty s představiteli západního studentského hnutí a radikální nekomunistické levice.

### Srpnová invaze
Sovětský svaz sledoval s nelibostí reformační procesy v Československu a na základě dohody o bratrské pomoci socialistických zemí nařídil invazi spřátelených armád. Dne 21. srpna 1968 k nám vtrhla vojska Varšavské smlouvy. Studenti stejně jako většina společnosti se vstupem vojsk nesouhlasili a dali to najevo demonstrací 17. listopadu 1968. Studenti pak vyhlásili třídenní okupační stávku a sestavili své požadavky ve studentském desateru, ve kterém se přihlásili k Akčnímu programu KSČ z jara 1968. Následovala perzekuce a vyhazov některých studentů ze škol.

## Hnutí revoluční mládeže
Dne 2. prosince 1968 vzniklo Hnutí revoluční mládeže (HRM). Založili jej především studenti filozofické fakulty, dalších fakult a někteří absolventi vysokých škol. Byli mezi nimi budoucí novináři Petr Uhl a Petruška Šustrová, diplomat Jaroslav Bašta, ekolog Ivan Dejmal či polistopadový ředitel archivu ministerstva vnitra Jan Frolík.

### Program HRM
Hnutí se snažilo šířit myšlenky svobodomyslné a radikální levice. Prohlašovalo, že socialistická revoluce v Československu se změnila v parodii na sebe sama. Moc uchvátila vrstva byrokratů, a proto je třeba odstranit tyto parazitující byrokratické vrstvy a nastolit lidovou samosprávu. Tím vznikne spravedlivá správa společnosti a jejího vlastnictví. Zároveň to umožní osobní rozvoj a seberealizaci jednotlivce. Jejich programem tedy bylo rozbití byrokratického systému, zavedení samosprávné demokracie do všech oblastí a v konečném důsledku pak zrušení států.
Hnutí pracovalo konspirativně, vydávalo různé letáky a tiskoviny, informovalo zahraničí o situaci v Československu. Přes veškerou obezřetnost se Státní bezpečnosti podařilo infiltrovat do hnutí svého agenta. Koncem roku 1969 a začátkem roku 1970 byli postupně vedoucí členové HRM zatčeni a obžalováni z podvracení republiky.

### Soudní proces
Soudní proces se skupinou HRM se konal za velkého zájmu světových médií 5. března 1971. Odsouzeno bylo 16 jejich členů. Petr Uhl dostal nejvyšší trest, čtyři roky nepodmíněně. Petruška Šustrová byla odsouzena ke dvěma rokům nepodmíněně. V řadách světové radikální levice vyvolal rozsudek protesty. Manifestace na podporu odsouzených se konaly v několika amerických a evropských městech.

### Společenský dopad
Nastupující normalizace, kterou neotřáslo ani upálení Jana Palacha nebo Jana Zajíce, zabránila šíření myšlenek HRM. Společenský dopad jejího působení proto nebyl velký, neboť upadl v zapomnění. Význam měl až později, neboť řada členů HRM se stala iniciátory Charty 77.